# Les Tres Creus (el Meüll)
Les Tres Creus és una partida rural del municipi de Castell de Mur, al Pallars Jussà, a l'antic terme de Mur, en terres del poble del Meüll.
Està situada a la raconada de l'extrem meridional del límit occidental del terme, a ponent del barranc de la Marieta i al sud de l'extrem de ponent de la Serra del Coscó.